# 13351 Zibeline
13351 Zibeline eller 1998 SQ145 är en asteroid i huvudbältet som upptäcktes den 18 september 1998 av den belgiske astronomen Eric W. Elst vid La Silla-observatoriet. Den är uppkallad efter mårddjuret Sobel.
Asteroiden har en diameter på ungefär 4 kilometer.